# كين غيدز
كين غيدز (بالإنجليزية: Ken Geddes) هو لاعب كرة قدم أمريكية أمريكي، ولد في 27 سبتمبر 1947 في جاكسونفيل في الولايات المتحدة.

## وصلات خارجية
- كين غيدز على موقع مرجع كرة القدم المحترفة.كوم (الإنجليزية)